# 新米哈伊利夫斯凱 (扎波羅熱區)
47°56′33″N 35°33′56″E / 47.94250°N 35.56556°E
新米哈伊利夫斯凱（烏克蘭語：Новомихайлівське）是位於烏克蘭東南部的村莊，由扎波羅熱州扎波羅熱区的米哈伊洛-盧卡舍韋市鎮負責管轄。該村距離扎多羅日涅2公里，面積0.374平方公里。